# Merton College (Oxford)
Merton College est l'un des colleges constituant l'université d'Oxford au Royaume-Uni. 
Il est notamment connu pour les célèbres professeurs qui y ont enseigné, depuis Duns Scot au tournant au 13e-14esiècle.
Merton a été fondé en 1264 par Walter de Merton, évêque de Rochester. C'est l'un des collèges les plus anciens d'Oxford. Au XVIIe siècle pendant la Première Révolution anglaise, Merton est le seul collège à se ranger au côté du parlement.

## Personnalités

### XIIIesiècle
- John Duns Scot, théologien et philosophe
- Walter de Merton, évêque de Rochester

### XIVesiècle
- Thomas Bradwardine (1290-1349)
- Guillaume d'Ockham, philosophe
- John Wycliffe, théologien

### XVIesiècle
- John Bainbridge, astronome
- Sir Thomas Bodley, diplomate
- Sir Henry Savile, helléniste et mathématicien

### XVIIesiècle
- Richard Steele, homme politique et écrivain
- Anthony Wood, antiquaire
- William Harvey, médecin

### XVIIIesiècle
- Richard Neville Aldworth Neville, homme politique et diplomate

### XIXesiècle
- Harold Joachim, philosophe de l'idéalisme britannique
- Max Beerbohm, écrivain et caricaturiste
- Lord Randolph Churchill, homme d'État
- F. E. Smith, homme d'État
- Lord Hailsbury
- Robert Walpole (érudit)
- Charles Wade, Premier ministre de Nouvelle-Galles du Sud (1907-1910)

### XXesiècle

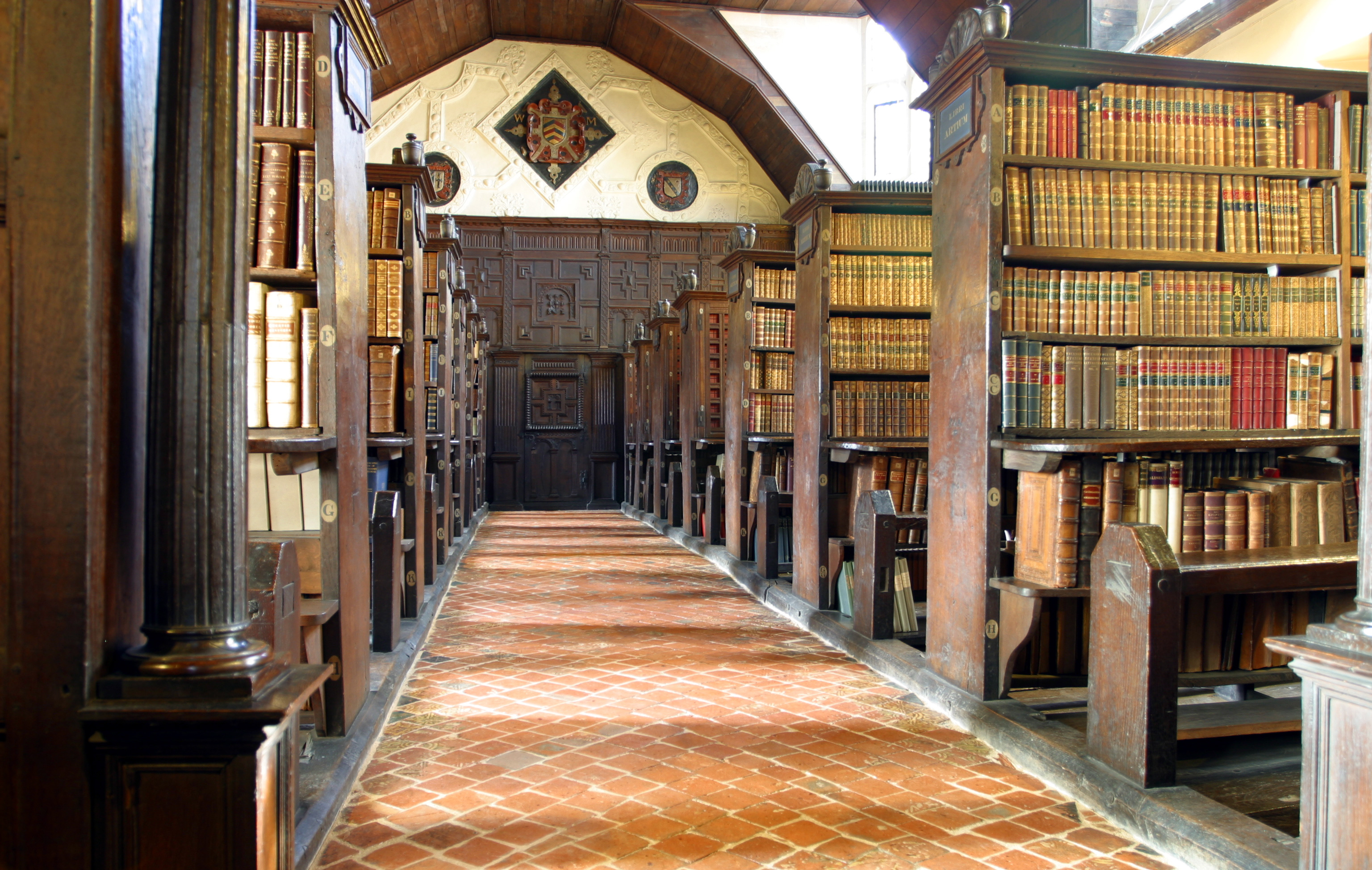
La bibliothèque.

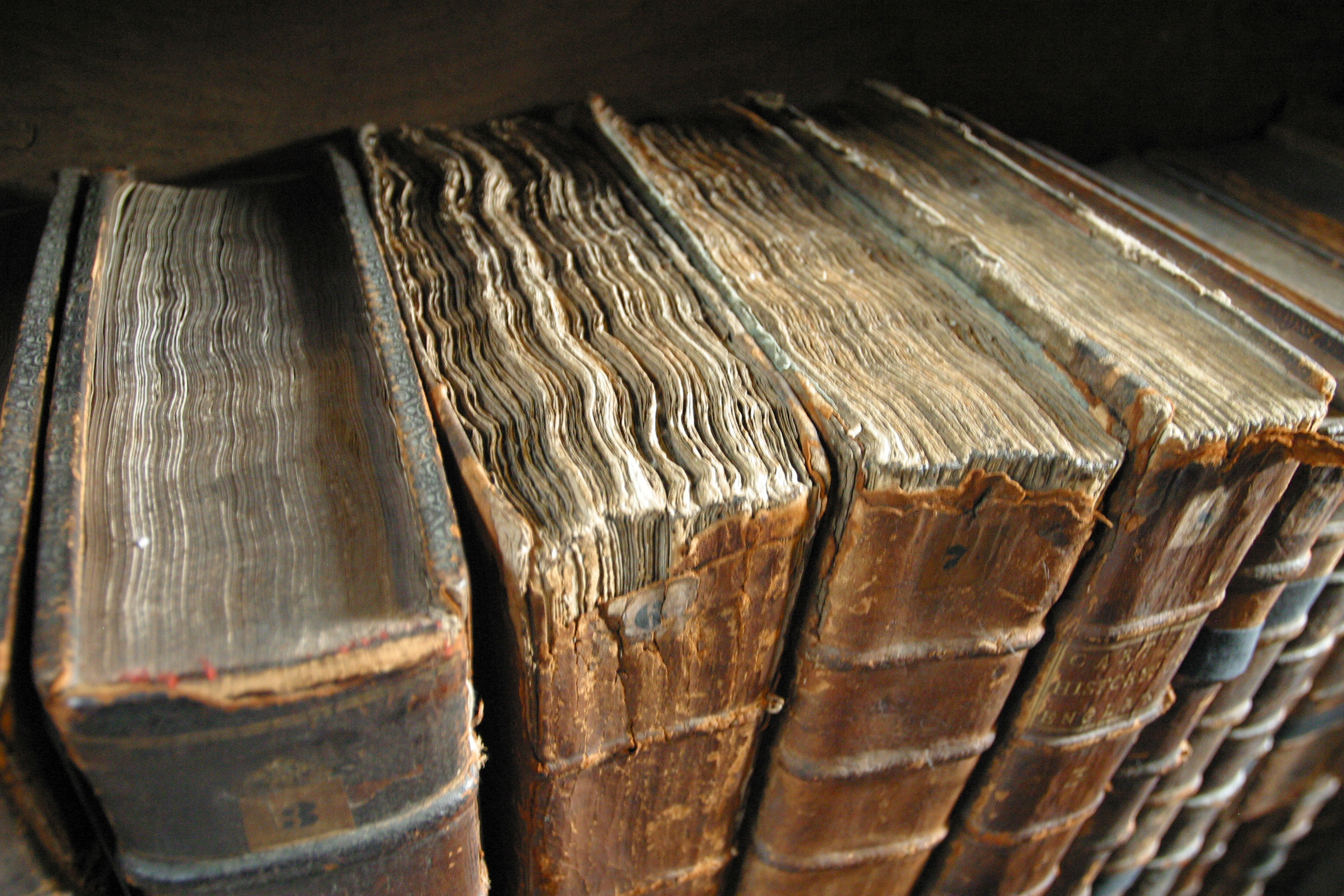
Livres anciens dans la bibliothèque.

- Theodor Adorno, philosophe, sociologue, musicologue, et critique d'art
- John Morris Roberts, historien
- Sir Lennox Berkeley, compositeur
- Sir Roger Bannister, neurologue
- Sir Basil Blackwell, vendeur de livres
- Edmund Blunden, professeur de poésie
- Frank Bough,
- Leonard Cheshire, pilote et philanthrope
- T. S. Eliot, poète
- Mark Haddon, écrivain
- Andrew Irvine,
- Sir Jeremy Isaacs, imprésario
- Tim Jackson,
- Alec Jeffreys, généticien
- Philip Jones, musicien
- Kris Kristofferson, acteur
- Professeur Anthony Leggett, physicien
- John Lucas, philosophe
- Louis MacNeice, poète
- Reginald Maudling, homme politique
- HIH Naruhito, prince du Japon
- Airey Neave, homme politique
- David Parkinson,
- Reynolds Price, poète
- Sir George Radda, scientifique
- Michael Ridpath, écrivain
- Siegfried Sassoon, poète (après ses études supérieures)
- Howard K. Smith, journaliste
- Frederick Soddy, physicien
- Sir Howard Stringer, homme d'affaires
- Mark Thompson,
- Professor Niko Tinbergen,
- J. R. R. Tolkien, écrivain
- Professor Sir Andrew Wiles, mathématicien
- Angus Wilson, écrivain
- Liz Truss, femme d’État britannique